# FC 바르셀로나 후베닐 A
FC 바르셀로나 후베닐 A (Futbol Club Barcelona Juvenil "A")는 FC 바르셀로나 유소년 시스템 중 프로팀 아래에 있는 단계에서 가장 높은 연령대의 팀이다. 만 17~18세의 선수들이 주로 소속되어있다. 여기에서 승격을 하는 선수들은 FC 바르셀로나 B팀으로 올라가게 된다.

## 선수 명단

### 현역
참고: FIFA 자격 규정에 따라 소속된 국가대표팀 국기를 표시합니다. 선수는 복수의 FIFA 비회원국 국적을 가지고 있을 수 있습니다.
| 번호 | 포지션 | 국적 | 이름 |
| ---- | ------ | ---- | ---- |

| 번호 | 포지션 | 국적 | 이름            |
| ---- | ------ | ---- | --------------- |
| -    | MF     | 말리 | 이브라힘 디아라 |

## 역대 감독
| 감독          | 임기 |
| ------------- | ---- |
| 빅토르 발데스 | 2019 |

## 같이 보기
- 라 마시아
- FC 바르셀로나 C